# Bohuslav Rieger
Bohuslav „Bohuš“ Rieger (5. října 1857 Praha – 29. května 1907 Poučník u Karlštejna) byl český právník a profesor rakouských říšských dějin na české právnické fakultě v Praze.

## Život
Narodil se jako jediný syn Františka Ladislava Riegera a jeho ženy Marie, dcery Františka Palackého. (Po otci mohl později užívat titul svobodného pána, po rodičích zdědil statek Maleč.) Po právnických studiích se nejdříve roku 1889 habilitoval v oboru dějin a teorie veřejného práva, roku 1893 byl jmenován mimořádným a v roce 1899 řádným profesorem rakouských říšských dějin. Publikoval práce z dějin práva a správy, zejména jsou důležité příspěvky k české samosprávě. Podílel se také na založení Sborníku věd právních a státních.

### Rodinný život
Dne 19. srpna 1889 se v Berouně oženil s Marii Červinkovou (1855–1895). Manželé Riegerovi měli tři děti. Manželka Marie zemřela krátce po narození třetího syna. Nejstarší syn Ladislav Ratibor (1890–1958) byl filosofem a profesorem na Karlově univerzitě. Prostřední Václav Jiří (1892–1915) zemřel velmi mladý. Nejmladší Bohuslav (1895–1976) působil za 1. republiky jako diplomat, hospodařil na panství Maleč a v září 1939 podepsal Národnostní prohlášení české šlechty.
Bratr manželky Marie Václav Červinka byl manželem sestry Bohuslava Riegera Marie; dalšími bratry byli spisovatel Otakar Červinka, generál Jaroslav Červinka a básník Miloš Červinka.